# M'Cid
M'Cid è un comune dell'Algeria, situato nella provincia di Sidi Bel Abbes.